# Gáspár Károly (köztisztviselő)
Gáspár Károly János (Dunapentele, 1889. november 8. – 1964? ) köztisztviselő, okleveles jegyző, politikus.

## Életrajza
1889-ben született Dunapentelén, Gáspár Károly és Csöppenszky Teréz fiaként. Az érettségi letételét követően jegyzői oklevelet szerzett. Három évig Székesfehérvár város levéltárában volt napidíjas. 1914-ben lett Dunapentelén segédjegyző, majd 1919-től főjegyzővé választották, amely tisztségét 1932-ig töltötte be.
1914 telén a községben katonai kórházat szervezett.[forrás?] 1915 nyarától az olasz fronton harcolt 1916. márciusi megbetegedéséig. 1917. augusztusban 50%-os hadirokkantként felmentették. Az első világháború végén, 1918 júliusában tartalékos hadnagyként, mint „honvédségi csapatszolgálatra nem alkalmas, helyi szolgálatra alkalmast, mozgósítás esetén felügyelőtiszti szolgálatra” irányozták elő.
Tevékenységének kiemelkedő időszaka az 1920-as évekre esett, ekkor lett virilis jogon tagja a helyi képviselő-testületnek. Több egyesület és a termelők érdekeit egyesítő szövetkezet alapításában vett részt. Többek között ő a Katolikus Kör elnöke, ő lett a dunapentelei szarvasmarhatenyésztő gazdák elnöke, ő lett a Tejszövetkezet elnöke, valamint a Dunapentele és vidéke »Hangya« fogyasztási és értékesítő szövetkezet igazgatósági tagja is. 1925-ben a Községi Tisztviselők Országos Egyesülete (KTOE) járási elnökévé választották. Az ő kezdeményezésére épült ki Dunapentele számos útja, járdája és a község áramszolgáltatásának bevezetése is nevéhez fűződik.[forrás?]
1929-ben a honvédelmi miniszter „a honvédelmi igazgatás érdekében kifejtett hazafias és ügybuzgó tevékenységéért” elismerését fejezte ki. 1931-ben az Országos Testnevelési Tanács „a nemzeti testnevelés előmozdítása terén szerzett érdemei elismeréséül” elismerő éremmel és oklevéllel tüntette ki.
1932-ben különböző pénzügyi visszaélések vádja miatt előbb felfüggesztették, majd kényszernyugdíjazták.
A második világháború idején tartalékos főhadnagy, Erdély és Délvidék visszacsatolásában is részt vett ezért emlékérmekkel tüntették ki. Nemzetvédelmi keresztet a nemzet iránti hűségéért és odaadásáért kapott.
A háború után valószínűleg elszegényedtek és Székesfehérváron egy romos házba költöztek be, ahol állatokat tartottak. Feleségét Papp Rozáliának (1894. jan. 9. - ?) hívták, 1917. október 11-én kötöttek házasságot Székesfehérvárott. Egy lány gyermekük lett Gáspár Angéla, aki a háború után közvetlen meghalt. Sírhelye exhumálás után a családi sírbolt lett a székesfehérvári Hosszú temetőben. Halála 1964-ben történhetett.[forrás?]